# Tribu palus
Els palus o palouse són una tribu índia que parla una llengua shahaptiana, també anomenats wawyukma. Actualment formen part de la tribu reconeguda federalment de la Bandes i Tribus Confederades de la Nació Yakama i són representats per les tribus confederades de Colville.

## Localització
Viuen entre els rius Palouse i Snake, entre Washington i Idaho. Actualment viuen a la reserva Colville.

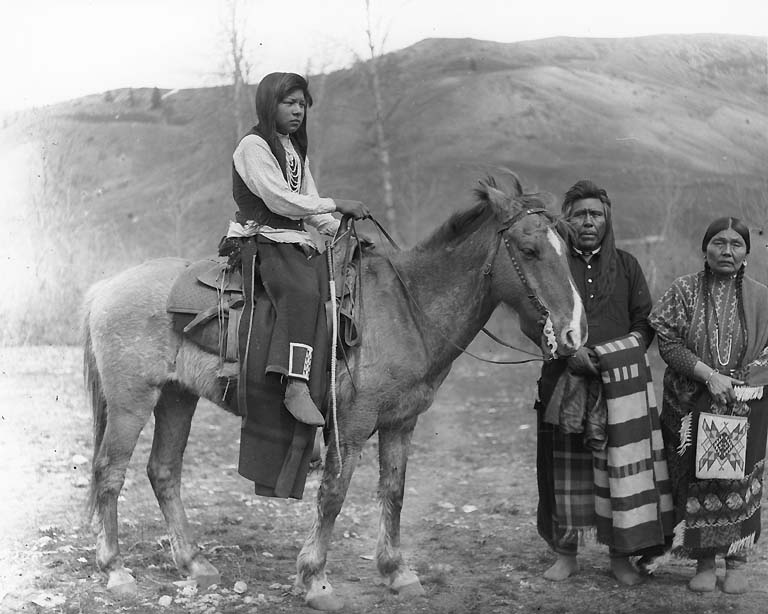
Família palus de Colville

## Demografia
El 1805 Lewis i Clark els calcularen en 1.500 individus. Actualment són contats juntament amb la totalitat dels membres de la reserva Colville, que són 9.393 segons el cens dels EUA.

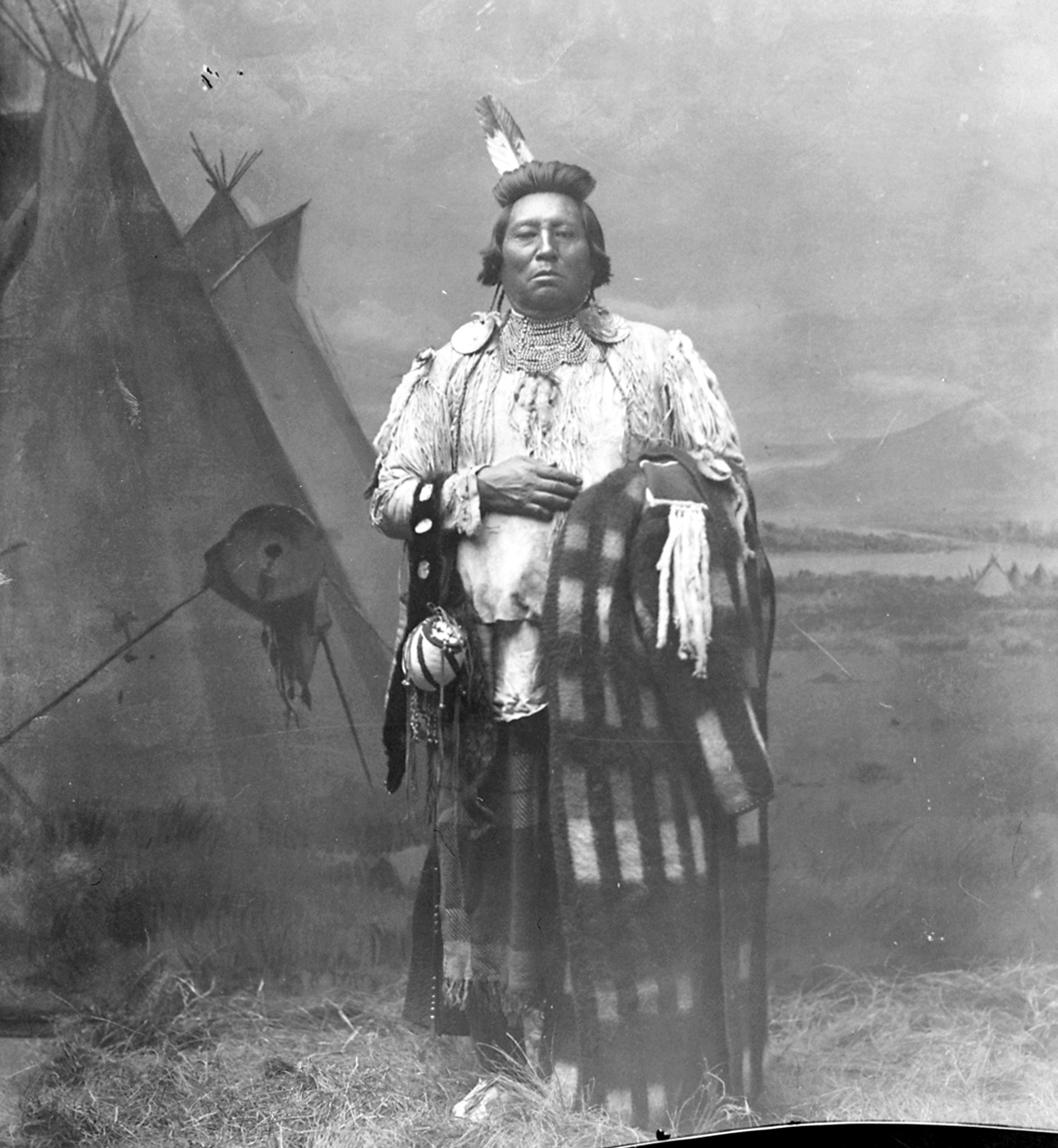
Wolf Necklace (Harlish Washshomake), cap palus, 1890

## Costums
Eren una de les típiques tribus de l'altiplà, amb trets similars als nez percés, yakama i umatilla. Vivien de la recol·lecció, de la pesca del salmó amb hams i xarxes, o bé caçaven amb cavalls que obtingueren d'ençà del 1806 del comerç amb els xoixons a la vila de Dalles, on també comerciaven els wasco, klickitats, nez percés i kutenai. També eren nòmades i seguidors de la religió d'Imohalla. Vivien en cases còniques formades per set o nou màstics clavats al voltant d'un trípode i coberta d'esteres petites teixides amb anea (Typha latifolia) o tule (Schoenoplectus lacustris). Del seu nom deriva appaloosa, nom del típic cavall de potes fortes i gran resistència, adaptat a la regió on vivien.

## Història
El 1806 foren visitats per Lewis i Clark, i des d'aleshores començaren a comerciar amb els blancs. El 1811 hi arribaren David Thompson i altres paranyers britànics. El 1821 la Hudson BayCo hi fundà Fort Okanogan. El 1855 els obligaren a signar el Tractat de Wallawalla, i tot i no participar en altres conflictes de la Guerra Cayuse, participaren en la Guerra Coeur d'Alene que organitzaren els seus veïns spokane i cœur d'Alène. Aleshores es confederaren al voltant de l'actual reserva per defensar-se dels buscadors d'or. El 1872 es va establir la Reserva Colville, originàriament dos cops més gran que l'actual, i serà retallada el 1892. El 1883 el cap Moses es va unir a la reserva. El 1938 s'aprova la constitució actual de la tribu Colville.